# Basalto alcalino

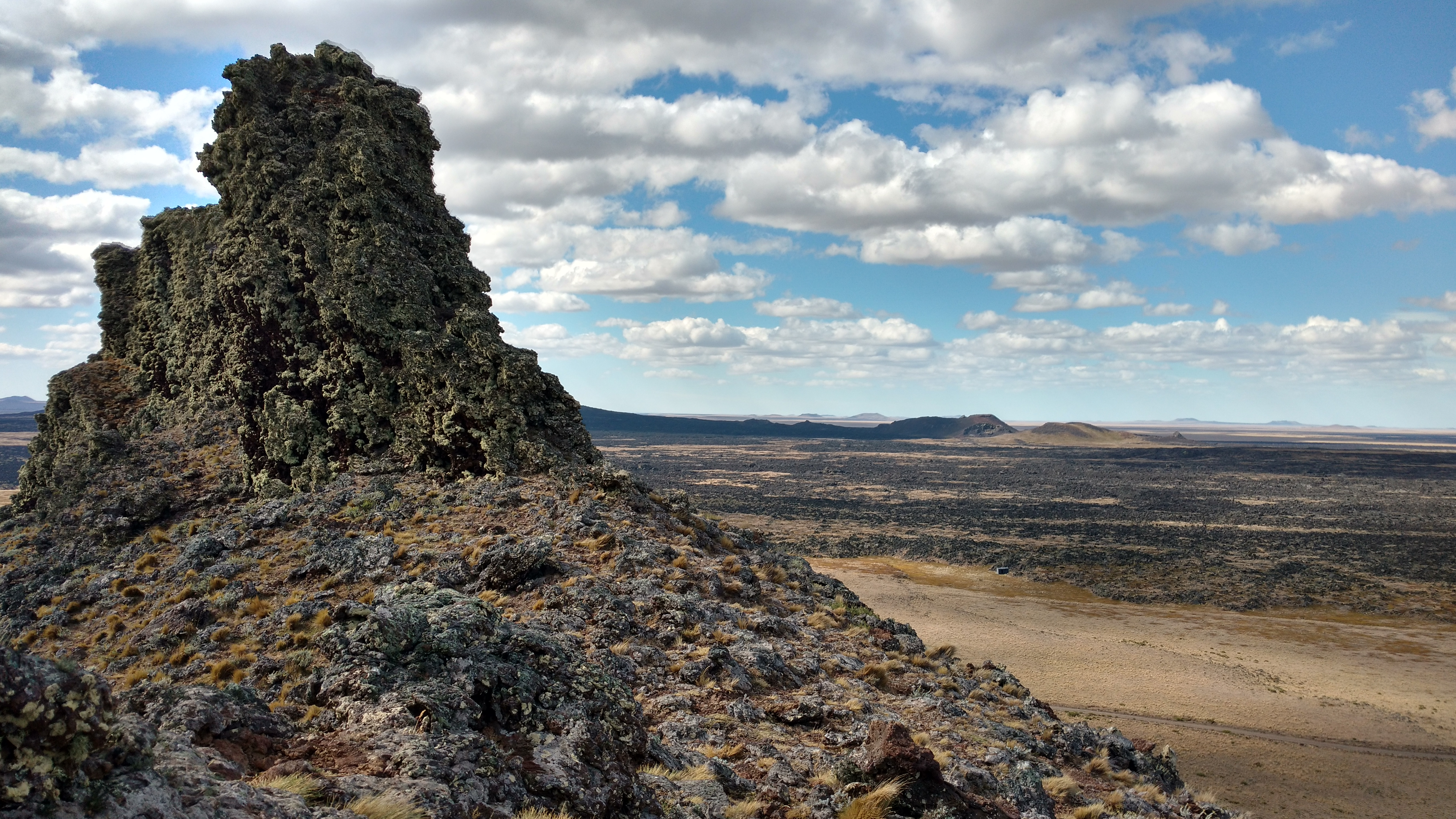
El basalto alcalino es una de las rocas que comprenden el campo volcánico Pali-Aike, en Argentina.

El basalto alcalino o basalto alcalino olivino es un porfiroide volcánico de color oscuro caracterizado por poseer fenocristales de olivino, augitas ricas en titanio, feldespatos plagioclasas y óxidos de hierro. Para similares concentraciones de SiO2, los basaltos alcalinos tienen un contenido alcalino más alto, así como de Na2O y K2O que otros tipos de basalto como el basalto toleítico. Son también caracterizados por el desarrollo de nefelina modal en su matriz (visible en con la ampliación máxima en un microscopio de luz polarizada) y nefelina normativa según su normativa mineralológica.
Los basaltos alcalinos se encuentran a menudo en los rifts de la corteza continental y en islas oceánicas como Hawái, Madeira y la isla Ascensión.